# Barkówko (przystanek kolejowy)
Barkówko – zamknięty w grudniu 1960 roku i zlikwidowany w kwietniu 1975 roku przystanek osobowy i ładownia publiczna w Karnicach, w gminie Żmigród, w powiecie trzebnickim, w województwie dolnośląskim, w Polsce. Został otwarty w dniu 15 września 1886 roku.